# 가흥 김씨
가흥 김씨(嘉興金氏)는 전라남도 진도군을 본관으로 하는 한국의 성씨이다.
시조 김윤정(金胤鼎)은 조선 중기의 문신으로 김알지의 후손으로 전해진다.

## 참고 자료
- “가흥김씨(嘉興金氏)”. 뿌리를 찾아서.[깨진 링크(과거 내용 찾기)]